# Acrossus unifasciatus
Acrossus unifasciatus är en skalbaggsart som beskrevs av Shuhei Nomura och Takeshiko Nakane 1951. Acrossus unifasciatus ingår i släktet Acrossus och familjen Aphodiidae. Utöver nominatformen finns också underarten A. u. kiiensis.